# ليمان كورنيليوس سميث
ليمان كورنيليوس سميث (بالإنجليزية: Lyman Cornelius Smith)‏ هو شخصية أعمال أمريكي، ولد في 31 مارس 1850 في تورينغتون في الولايات المتحدة، وتوفي في 5 نوفمبر 1910 في سيراكيوز في الولايات المتحدة.